# Feisbum
Pour plus de détails, voir Fiche technique et Distribution.
Feisbum est une comédie à sketches italienne sortie en 2009, et réalisée par Dino Giarrusso, Alessandro Capone, Giancarlo Rolandi, Emanuele Sana, Serafino Murri (it), Laura Luchetti et Mauro Mancini (it).
Le film est consacré à la « génération Facebook » et aux usagers d'autres réseaux sociaux des années 2000.

## Synopsis

### Finché morte non ci separide Laura Luchetti
Un homme ne supporte pas que sa femme soit sempiternellement devant son ordinateur et l'insulte : la femme réagit en lui claquant un disque dur externe sur la tête et il réplique en lui tirant une balle dans la tête.

### Siempre!de Mauro Mancini
Dans l'épisode, un jeune homme romain veut se venger d'une femme qui l'exploite pour arriver à ses fins, alors il invente un faux compte d'utilisateur sur Facebook de surfeur australien : pour son malheur, cependant, le bel athlète d'outre-mer existe vraiment et sort avec la femme, qui semble l'apprécier.

### Manuel è a Mogadisciode Giancarlo Rolandi
Un jeune homme, pour échapper à la monotonie de son existence, décide de tenter de nouvelles expériences grâce aux opportunités offertes par les réseaux sociaux. Il se fait ainsi passer pour un beau milicien italo-vénézuélien en poste à Mogadiscio, dans l'espoir d'impressionner Marta, rencontrée sur le site : en simulant une agression, il apaise la femme, qu'il convainc de lui donner 720 euros, aussitôt dépensés en prostituées.

### Maledetto tagde Dino Giarrusso
Après plusieurs années de fiançailles, Antonio a décidé de se marier avec sa fiancée Valeria Gemma, une riche Napolitaine : cependant, le mariage risque de s'effondrer lorsque des photos compromettantes de son propre enterrement de vie de garçon sont « taguées » dans son profil. Dans le final, il est révélé que les prostituées qui ont pris les photos osées ont été engagées par le père de Valeria, qui souhaitait ne pas être lié à Antonio parce que son gendre indésirable est communiste. Gaetano, un ami de l'homme célibataire, tente de résoudre la situation et, ignorant tout, contacte les prostituées en question. 

### The Addictionde Serafino Murri
Un cambrioleur entre dans la maison au moment où un homme discute avec une fille : après un court instant, le voyou est absorbé par la discussion virtuelle, oubliant ses objectifs criminels.

### Jessica e Nicolade Mauro Mancini et Emanuele Sana
Nicola, un jeune oisif obèse qui vit encore chez sa mère, a des relations sexuelles virtuelles avec une femme au foyer peu attirante via un site de réseautage social.

### Questo è il Problemade Giancarlo Rolandi
Un producteur pense avoir trouvé le porte-parole idéal pour une publicité sur une agence de crédit, l'acteur de théâtre Francosi : cependant, il s'avère trop « tragédien » pour une simple publicité télévisée.

### Indian Dreamde Laura Luchetti
Gavino, un jeune mécanicien, s'éprend d'une fille rencontrée en ligne — qui se fait passer pour une Indienne afin de l'impressionner — et va jusqu'à faire des folies pour elle : à un moment donné, ils décident de se rencontrer, mais Gavino ne pourra pas se rendre au lieu de rendez-vous car sa femme, jalouse, a trafiqué les freins de sa voiture.

### Defaultd'Alessandro Capone
Jano est un garçon solitaire et taciturne qui passe ses nuits sur l'ordinateur : les médecins lui conseillent de consulter un psychologue mais il continue imperturbablement à surfer sur Feisbum. Un jour, Sveva, une fille mystérieuse, apparaît sur le tchat et lui propose d'échanger des amis (avec ce système, elle a réussi à obtenir 13 244 contacts en une semaine) : Jano a plus de 15 000 amis et la perspective de dépasser les 28 000 l'excite, alors il accepte. Mais quelque chose ne va pas et, à la fin, Sveva réduit le compteur d'amitiés de Jano à zéro et le garçon, véritable détraqué des réseaux sociaux, fait une dépression nerveuse et est admis à l'hôpital : c'est là que l'on découvrira que Sveva est en fait son médecin, qui a concocté toute cette mascarade pour avoir un patient de plus. 

### Gaymersd'Emanuele Sana
Grâce à un réseau d'amitiés obtenues sur Internet, un triangle amoureux se crée entre le styliste homosexuel Alex, la gentille mais malchanceuse secrétaire Vera et l'opportuniste Matteo : malgré quelques malentendus, une belle relation naît entre les deux hommes.

### Angelo azzurro Reloadedde Serafino Murri
Ettore Denkel, un professeur d'université sérieux et équilibré, décide de transgresser la routine de son travail et de sa vie de famille avec Molly, une mystérieuse fille sombre qu'il a rencontrée sur la Toile. Alors qu'il se trouve avec elle dans un club libertin, il se laisse emporter par l'environnement : il boit, fume un joint et commence à chanter ; à la fin de la représentation, il croise le regard de Doriana, une ancienne camarade de classe devenue barmaid, et la passion s'instaure entre eux.

### La rivincitade Mauro Mancini
Deux anciens amis se retrouvent grâce au réseau social ; l'un d'eux, cependant, veut faire payer l'autre pour ses anciens méfaits, il l'attache à une chaise et commence à le battre à plusieurs reprises.

### L'arte di arrangiarsid'Alessandro Capone
Un homme accompagne des enfants à un cybercafé comme il le fait tous les après-midi et, après avoir mangé un panino à la porchetta, revient les chercher : les enfants ont fait semblant d'être pauvres pour que des inconnus naïfs leur envoient de l'argent.

## Fiche technique
- Titre original italien : Feisbum ou Feisbum - Il film ou Faceboom[1]
- Réalisation : Dino Giarrusso, Alessandro Capone, Giancarlo Rolandi, Emanuele Sana, Serafino Murri (it), Laura Luchetti, Mauro Mancini (it)
- Scénario : Giorgio Fabbri, Dino Giarrusso, Mauro Mancini, Serafino Murri, Manuela Jael Procaccia
- Photographie : Mario Amura (it), Armando Barberi, Giovanni Canevari, Fabio Cianchetti, Stefano Paradiso, Agostino Vertucci
- Montage : Cosimo Adronico, Letizia Caudullo, Ilaria Fraioli (it), Annalisa Schillaci
- Musique : Gabriele Ortenzi, Ivan Iusco (it)
- Décors : Carlo Aloisio, Carlo Serafin
- Production : Pierfrancesco Fiorenza (it), Marco Scaffardi
- Sociétés de production : Just'Us Film Production S.r.l., Stemo Production, Global Media, Film Maker s.r.l.
- Pays de production :  Italie
- Langue originale : italien
- Format : couleur
- Genres : comédie à sketches
- Durée : 110 minutes
- Date de sortie :
  - Italie : 8 mai 2009

## Distribution
- Gigi Angelillo : Grand-père Gemma
- Alessia Barela : Molly
- Giulia Bevilacqua : Valeria Gemma
- Andrea Bosca : Matteo
- Massimiliano Bruno : Nicola
- Roberto Brunetti : Mari de la femme au chien
- Francesca Chillemi : Veridiana
- Giorgio Colangeli : Hector Denkel
- Eugenia Costantini : Giada
- Cecilia Dazzi : Mamma Andrea
- Daniele De Angelis : Andrea
- Rosaria De Cicco : Nadia Gemma
- Pietro De Silva : Vincenzo Gemma
- Anna Foglietta : Sveva
- Corrado Fortuna : Antonio Iuorio
- Giada Fradeani : Jessica
- Chiara Francini : Samantha
- Caterina Guzzanti : Vera
- Vinicio Marchioni : Giulio Francosi
- Mita Medici : Doriana
- Claudia Potenza : Teresa
- Pietro Ragusa : Alex
- Primo Reggiani : Iano
- Alessandro Roja : Gavino
- Andrea Sartoretti (it) : Gianni
- Monica Scattini : Femme avec chien
- Pietro Taricone : Gaetano